# Eva LaRue
Eva La Rue (Long Beach, 27 de dezembro de 1966) é uma atriz norte-americana. É conhecida pela personagem Natalia Boa Vista na série de televisão CSI: Miami e pela personagem Maria Santos Grey na série All My Children. É seguidora de uma religião original do irã a Fé Bahá'í, divulgando em seu site oficial o site de sua religião.

## Biografia
Ela nasceu em Long Beach, Califórnia, sob o nome de Eva Maria LaRuy. Em 1985, ele se formou na Norco High School e, pouco depois, começou a modelar, passando a fazer parte da Frederick's of Hollywood.

## Carreira
De 1993 a 1997 e, novamente, de 2002 a 2005, ela interpretou a Dra. María Santos Gray em All My Children. Por sua performance, recebeu o Daytime Emmy Award na categoria "Melhor Atriz Coadjuvante em Série Dramática". Em 2004, ele recebeu uma indicação na categoria "melhor música original" por compor a música Dance Again with You, usada como pano de fundo para uma cena do programa.
Em 2005, iniciou sua participação na série CSI: Miami, interpretando a pesquisadora Natalia Boa Vista.
Em julho e setembro de 2011, ela voltou a desempenhar seu papel em All My Children como atriz convidada.

## Filmografia

### Filmes
| Ano  | Título                                                   | Papel        | Notas        |
| ---- | -------------------------------------------------------- | ------------ | ------------ |
| 1987 | The Barbarians                                           | Kara         |              |
| 1989 | Dangerous Curves                                         | Leslie Cruz  |              |
| 1990 | Heart Condition                                          | Peisha       |              |
| 1990 | Crash and Burn                                           | Parice       |              |
| 1991 | Legal Tender                                             | Newscaster   |              |
| 1991 | Ghoulies III: Ghoulies Go to College                     | Erin Riddle  |              |
| 1993 | Body of Influence                                        | Fourth Woman |              |
| 1993 | RoboCop 3                                                | Debbie Dix   |              |
| 1993 | Mirror Images II                                         | Phyllis      |              |
| 2000 | One Hell of a Guy                                        | Daphne       |              |
| 2008 | Lakeview Terrace                                         | Lt. Morgada  |              |
| 2011 | Grace in Sara                                            | Dr. Lopez    | Filme curto  |
| 2015 | Dancer and the Dame                                      | Nicole       |              |
| 2015 | Letter Never Sent (Filme de TV)                          | Susan Samson |              |
| 2015 | Liao Chongzhen: A bright candle of the light of humanity | Narradora    | Documentário |
| 2016 | WORLD PEACE: A Bahaʼi Vision                             | Narradora    | Documentário |
| 2016 | Carole Lombard                                           | Narradora    | Documentário |

### Televisão
| Ano                       | Título                                                          | Personagem                                  | Notas                                       |
| ------------------------- | --------------------------------------------------------------- | ------------------------------------------- | ------------------------------------------- |
| 1988                      | Santa Barbara                                                   | Margot Collins                              | 24 episódios                                |
| 1989                      | Charles in Charge                                               | Daphne Prentiss                             | episódio: "Chargin' Charles"                |
| 1989                      | Perfect Strangers                                               | 'A' Student                                 | episódio: "Teacher's Pest"                  |
| 1989                      | Freddy's Nightmares                                             | Gina                                        | episódio: "Missing Persons"                 |
| 1990                      | Married... with Children                                        | Carrie                                      | episódio: "Rock and Roll Girl"              |
| 1990                      | Dragnet                                                         | Nancy Moir                                  | episódio: "Little Miss Nobody"              |
| 1991                      | They Came from Outer Space                                      | Juanita Gillespie                           | episódio: "Animal Magnetism"                |
| 1991                      | Dallas                                                          | DeeDee                                      | episódio: "Win Some, Lose Some"             |
| 1991                      | The New Adam-12                                                 | Maria                                       | episódio: "Missing"                         |
| 1991                      | Candid Camera                                                   | Co-host                                     |                                             |
| 1993                      | Nurses                                                          | Cindy                                       | episódio: "Super Bowl"                      |
| 1993–98, 2002–05, 2010–11 | All My Children                                                 | Dr. Maria Santos Grey                       |                                             |
| 1995                      | A Dream Is a Wish Your Heart Makes: The Annette Funicello Story | Annette Funicello                           | Filme de TV                                 |
| 1996                      | Remembrance                                                     | Serena Principessa di San Tibaldo Fullerton | Filme                                       |
| 1997                      | Out of Nowhere                                                  | Denise Johnson                              | Filme                                       |
| 1997                      | Head Over Heels                                                 | Carmen Montaglio                            |                                             |
| 1998                      | Ice                                                             | Alison                                      | Filme                                       |
| 1998                      | Diagnosis: Murder                                               | Kathryn Wately                              | episódio: "Wrong Number"                    |
| 1999                      | Soldier of Fortune, Inc.                                        | Dr. Newman                                  | episódio: "Critical List"                   |
| 1999                      | Grown Ups                                                       | Claire                                      | episódio: "J Says"                          |
| 1999                      | For Your Love                                                   | Fariba                                      | episódio: "The Girl Most Likely To..."      |
| 2000–01                   | Third Watch                                                     | Brooke                                      | 9 episódios                                 |
| 2000–01                   | Soul Food                                                       | Josefina Alicante                           | 5 episódios                                 |
| 2003–05                   | George Lopez                                                    | Linda Lorenzo                               | 3 episódios                                 |
| 2005                      | Modern Girl's Guide to Life                                     | Talent                                      | 5 episódios                                 |
| 2005–12                   | CSI: Miami                                                      | Natalia Boa Vista                           |                                             |
| 2006                      | Cries in the Dark                                               | Carrie                                      | Filme                                       |
| 2012                      | Family Trap                                                     | Veronica                                    | Filme                                       |
| 2012                      | Help for the Holidays                                           | Sara Vancamp                                | Filme                                       |
| 2013                      | Criminal Minds                                                  | Agent Tanya Mays                            | episódio: "Final Shot"                      |
| 2014                      | Hell's Kitchen                                                  | Herself                                     | Temporara 13 episódio 1: "18 Chefs Compete" |
| 2015                      | Letter Never Sent                                               | Mrs Sampson                                 | Filme                                       |
| 2016                      | Fuller House                                                    | Teri Tanner                                 | episódio: "Our Very First Show, Again"      |
| 2019                      | The Young and the Restless                                      | Celeste Rosales                             | 15 episódios                                |
| 2020                      | Finding Love in Quarantine                                      | Amber Russell                               | 5 episódios                                 |